# Clathrus archeri
Clathrus archeri được biết đến là loại nấm có hình bạch tuộc còn gọi là Nấm Bạch Tuộc hay Bàn Tay Quỷ, là loài bản địa Úc và Tasmania và loài du nhập ở châu Âu, Bắc Mỹ và châu Á. Phôi nấm hình trứng lớn, có chất nhờn bao bọc. Quả thể phát triển vươn ra khỏi "trứng", gồm 4 đến 7 mũ nấm hình tua dài, màu đỏ hồng giống tua bạch tuộc.